# NGC 5337
NGC 5337 (другие обозначения — UGC 8789, MCG 7-29-4, ZWG 219.12, PGC 49275) — галактика в созвездии Гончие Псы.
Этот объект входит в число перечисленных в оригинальной редакции «Нового общего каталога».